# Selenografia

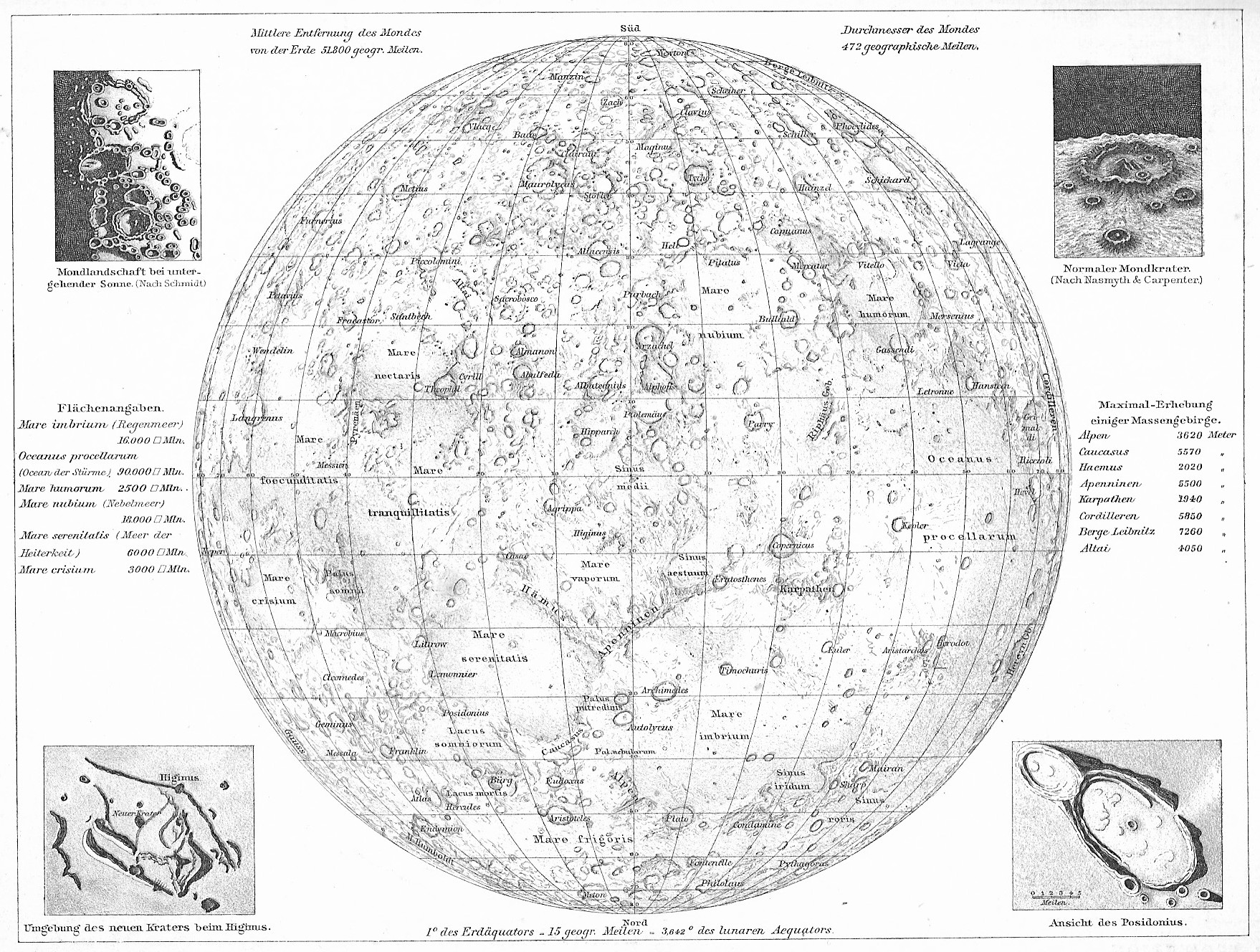
Mapa da Lua da primeira edição de Andrees Allgemeiner Handatlas

Selenografia é uma subidivisão da Astronomia, que estuda a superfície da Lua. Historicamente, a principal preocupação dos selenografistas era mapear e nomear os mares, as crateras, as montanhas e outros aspectos da superfície do satélite. Esta tarefa foi terminada quando foram obtidas imagem de alta resolução da face visível e da face oculta da Lua através do envio de sondas. Entretanto algumas regiões da lua, como por exemplo os pólos, ainda carecem de melhores imagens e a posição de alguns locais ainda possui incertezas de vários quilômetros. 
A palavra selenografia é derivada da divindade grega Selene e da palavra grega γράφω, que quer dizer "eu escrevo".